# Kenny Dykstra
Kenny Dykstra, pseudonimo di Kenneth George Doane (Southbridge, 16 marzo 1986), è un dirigente sportivo ed ex wrestler statunitense sotto contratto con la WWE, dove svolge il ruolo di produttore.
Ha iniziato la sua carriera nel 2000, mentre nel 2006 è approdato in WWE entrando a far parte della Spirit Squad; nella federazione di Stamford ha vinto una volta il World Tag Team Championship (con Johnny, Mikey, Mitch e Nicky) difendendolo sotto la cosiddetta Freebird Rule.

## Wrestling

### Gli esordi
Kenneth Doane fa il suo debutto nel 2000, all'età di quattordici anni, nell'area del New England sotto il nome di Ken Phoenix; viene allenato da Killer Kowalski.

### Ohio Valley Wrestling
Nel 2005 firma un contratto con la World Wrestling Entertainment e viene mandato nel territorio di sviluppo della Ohio Valley Wrestling. Il 3 giugno lotta il suo primo match perdendo contro Kenzo Suzuki. Tre settimane dopo vince l'OVW Television Championship battendo Deuce Shade. Perde il titolo contro CM Punk il 9 novembre 2005.

### World Wrestling Entertainment

#### Spirit Squad (2006)
Dopo aver perso il Television Championship, Doane si unisce alla Spirit Squad, una stable di cheerleader maschi usando il nome di Kenny. Il 23 gennaio 2006 in un episodio di Raw i cinque della Spirit Squad aiutano Jonathan Coachman a vincere il match di qualificazione per la Royal Rumble contro Jerry Lawler. Poi si alleano con Vince McMahon che era impegnato in un feud con Shawn Michaels. Era frequente infatti che i membri della Spirit Squad combattessero in un 5 on 1 handicap match contro Shawn Michaels.
Dopo il feud con Michaels, Kenny e il resto della Spirit Squad vincono il World Tag Team Championship contro Big Show e Kane. Il match in realtà non fu legale: infatti Kenny colpì l'arbitro accidentalmente e gli altri quattro membri ne approfittarono per attaccare insieme Big Show che venne schienato proprio da Kenny. Subito dopo il match, tutti i membri vennero riconosciuti come campioni e perciò potevano schierare la formazione a loro più gradita per difendere i titoli.
Tre settimane dopo, McMahon annunciò un altro handicap match contro Michaels. Tuttavia, il match non venne disputato perché la Spirit Squad attaccò brutalmente Shawn Michaels prima del match. Subito dopo, McMahon ordinò a Triple H di infierire sul ormai esausto Shawn. Kenny però identificando Triple H come un nemico prova a colpirlo e ciò fece scatenare la sua rabbia e si schierò dalla parte di Michaels. Così si riformò la D-X che iniziò subito un feud con la Spirit Squad.
La Spirit Squad intanto riesce a difendere i titoli in diverse occasioni: contro Jim Duggan ed Eugene, Charlie Haas e Viscera, Snitsky e Val Venis. Poche settimane dopo però, Kenny in singolo perde un match contro Ric Flair. Dopo due sconfitte consecutive contro i Cryme Time, Kenny attacca Mikey dicendo che sconfiggerà Flair da solo molto presto. Tuttavia, viene deciso che Ric Flair e una leggenda a scelta del pubblico fra Sgt. Slaughter, Roddy Piper e Dusty Rhodes andranno per i titoli di coppia a Cyber Sunday contro la Spirit Squad. I Fans scelgono Piper e lui e Flair sconfiggono Kenny e Mikey e conquistano il World Tag Team Championship.
Il gruppo si scioglie durante la puntata di Raw del 27 novembre quando perdono contro Shawn Michaels, Triple H e Ric Flair in un 5 on 3 handicap match e Kenny insieme agli altri vengono rimandati in Ohio Valley Wrestling.

#### Varie faide (2007)
Dopo lo scioglimento della Spirit Squad, fu rilanciato con il ring name Kenny Dykstra, ispirato al giocatore di baseball Lenny Dykstra, presentando un look rinnovato e una nuova musica d’ingresso. Nel tentativo di entrare a far parte della stable Rated-RKO, fu coinvolto in una rivalità con Ric Flair, riuscendo a sconfiggerlo in tre occasioni, incluso un match a New Year’s Revolution, prima di subire una sconfitta nell'episodio di Raw del 15 gennaio 2007.
Partecipò anche al Royal Rumble dello stesso anno, venendo eliminato da Edge.
Successivamente fu impiegato a Heat, dove affrontò Eugene e Val Venis, e formò un tag team con Johnny Nitro, sciolto in seguito al draft del giugno 2007 che lo trasferì al roster di SmackDown!.
Nel nuovo brand, Dykstra collezionò diverse sconfitte e intraprese una storyline romantica con Victoria, lottando in vari match di coppia misti e accompagnandola regolarmente a bordo ring.
Dopo una pausa dalla programmazione televisiva, fece ritorno il 15 agosto 2008 in un match perso contro Triple H, per poi essere rilasciato dalla WWE il 10 novembre dello stesso anno.

### Dragon Gate USA
Nel 2008 inizia a lavorare per la Dragon Gate USA sotto il suo vero nome. Il 16 gennaio perde contro Jimmy Jacobs.

### Ritorno in WWE
Nella puntata di SmackDown del 4 ottobre 2016 Kenny e Mikey sono ritornati in WWE utilizzando la loro vecchia gimmick di cheerleader, ed hanno attaccato il loro ex-compagno Dolph Ziggler (Nicky) su ordine di The Miz. Il 9 ottobre a No Mercy Kenny e Mikey sono nuovamente intervenuti per attaccare Ziggler durante il Title vs. Career match contro The Miz, valevole per l'Intercontinental Championship ma, nonostante questo, Ziggler ha vinto l'incontro e il titolo. Nella puntata di SmackDown dell'11 ottobre Kenny e Mikey sono stati sconfitti da Ziggler in un 2-on-1 Handicap match. Nella puntata di SmackDown del 18 ottobre la Spirit Squad e The Miz hanno sconfitto Dolph Ziggler e i WWE SmackDown Tag Team Champions Heath Slater e Rhyno. Nella puntata di SmackDown del 25 ottobre Kenny e Mikey hanno affrontato Heath Slater e Rhyno per il WWE SmackDown Tag Team Championship ma sono stati sconfitti. Nella puntata di SmackDown del 1º novembre Kenny e Mikey hanno affrontato gli American Alpha (Chad Gable e Jason Jordan) con in palio la possibilità di far parte del Team SmackDown per Survivor Series ma sono stati sconfitti. Nella puntata speciale di SmackDown del 15 novembre la Spirit Squad è intervenuta per aiutare The Miz nel suo match titolato contro Dolph Ziggler, dove Miz è riuscito a riconquistare l'Intercontinental Championship. Più tardi, quella stessa sera, la Spirit Squad, gli Ascension (Konnor e Viktor), gli Headbangers (Mosh e Trasher) e i Vaudevillains (Aiden English e Simon Gotch) sono stati sconfitti dagli American Alpha, Heath Slater e Rhyno, gli Usos (Jimmy Uso e Jey Uso) e i Breezango (Fandango e Tyler Breeze) in un 16-man Tag Team match. Dopo quest'apparizione, Kenny e Mikey sono tornati a combattere nei vari circuiti indipendenti.

## Personaggio

### Mosse finali
- Doane-Nation (Jumping clothesline)
- RK-Doane (Jumping cutter)
- Sky High Leg Drop (Diving leg drop)

### Soprannomi
- "Simply"

## Titoli e riconoscimenti
- Compound Pro Wrestling
  - ComPro Tag Team Championship (1) – con Mikey
- Independent Connecticut Championship Wrestling
  - ICCW Tag Team Championship (1) – con Kid Krazy
- New York Wrestling Connection
  - NYWC Tag Team Championship (1) – con Mikey
- Ohio Valley Wrestling
  - OVW Television Championship (1)
- Premiere Wrestling Federation
  - PWF Northeast Tag Team Championship (2) – con Johnny Curtis
- Preston City Wrestling
  - PCW Tag Team Championship (1) – con Mikey
- Pro Wrestling Illustrated
  - 123º tra i 500 migliori wrestler singoli nella PWI 500 (2007)
- World Wrestling Entertainment
  - World Tag Team Championship (1)[1] – con Johnny, Mikey, Mitch e Nicky

- Xtreme Wrestling Alliance
  - XWA Heavyweight Championship (1)